# Zalman Suzajew
Zalman Suzajew (hebr.: זלמן סוזאיב, ang.: Zalman Susayeff, ur. 14 lutego 1911 w Rydze, zm. 25 lutego 1981) – izraelski przedsiębiorca, działacz społeczny i polityk, w latach 1953–1955 wiceminister przemysłu i handlu, w latach 1951–1959 poseł do Knesetu z listy Ogólnych Syjonistów.

## Życiorys
Urodził się 14 lutego 1911 w Rydze, wówczas w Imperium Rosyjskim. W niepodległej Łotwie studiował na Uniwersytecie Ryskim, gdzie był jednym z przywódców żydowskiej organizacji studenckiej „Związek Machabejski”. Następnie wyemigrował do stanowiącej brytyjski mandat Palestyny.
Pracował w branży importu hurtowego. W latach 1949–1950 był prezesem Izraelskiego Związku Importerów i Hurtowników, a w latach 1950–1952 przewodniczącym Izby Handlowej w Tel Awiwie.
W polityce związał się z partią  Ogólnych Syjonistów, z czasem zasiadał w kierownictwie partii. Z listy tego ugrupowania po raz pierwszy dostał się do izraelskiego parlamentu w wyborach parlamentarnych w 1951. W drugim Knesecie zasiadał w komisji finansów. 15 czerwca 1953 dołączył do – powołanego pół roku wcześniej – czwartego rządu Dawida Ben Guriona jako wiceminister przemysłu i handlu w resorcie kierowanym przez Pereca Bernsteina. Pozostał na stanowisku również po powołaniu pierwszego rządu Moszego Szareta, pełnił swoje obowiązki do końca jego kadencji – 29 czerwca 1955.
W wyborach w 1955 uzyskał reelekcję, a w trzecim Knesecie zasiadał w komisji finansów oraz podkomisji ds. przemysłu tekstylnego. W 1959 utracił miejsce w parlamencie.
W latach 1965–1969 był przewodniczącym Stowarzyszenia Przemysłowców, a w 1969 stanął na czele Rady Publicznej ds. Obligacji Wojennych.
Zmarł 25 lutego 1981. Został pochowany na cmentarzu w Nachalat Jicchak.